# Arachnocephalus meruensis
Arachnocephalus meruensis är en insektsart som beskrevs av Sjöstedt 1909. Arachnocephalus meruensis ingår i släktet Arachnocephalus och familjen Mogoplistidae. Inga underarter finns listade i Catalogue of Life.